# Panama aux Jeux olympiques d'été de 2016
Le Panama participe aux Jeux olympiques d'été de 2016 à Rio de Janeiro au Brésil du 5 août au 21 août. Il s'agit de sa 17e participation à des Jeux d'été.

## Athlétisme

### Homme

#### Course
| Athlètes           | Compétitions | Série   | Série | Demi-Finales | Demi-Finales | Finale          | Finale |
| ------------------ | ------------ | ------- | ----- | ------------ | ------------ | --------------- | ------ |
| Athlètes           | Compétitions | Temps   | Rang  | Temps        | Rang         | Temps           | Rang   |
| Alonso Edward      | 200 mètres   | 20 s 19 | 1er   | 20 s 07      | 1er          | 20 s 23         | 7e     |
| Jorge Castelblanco | Marathon     | NC      | NC    | NC           | NC           | 2 h 39 min 25 s | 135e   |

### Femme

#### Course
| Athlètes     | Compétitions     | Série   | Série | Demi-finales | Demi-finales | Finale   | Finale   |
| ------------ | ---------------- | ------- | ----- | ------------ | ------------ | -------- | -------- |
| Athlètes     | Compétitions     | Temps   | Rang  | Temps        | Rang         | Temps    | Rang     |
| Yvette Lewis | 100 mètres haies | 13 s 35 | 8e    | Éliminée     | Éliminée     | Éliminée | Éliminée |

## Natation
| Athlète      | Épreuve      | Séries        | Séries | Demi-finales | Demi-finales | Finale  | Finale  |
| Athlète      | Épreuve      | Temps         | Rang   | Temps        | Rang         | Temps   | Rang    |
| ------------ | ------------ | ------------- | ------ | ------------ | ------------ | ------- | ------- |
| Edgar Crespo | 100 m brasse | 1 min 02 s 78 | 41e    | Éliminé      | Éliminé      | Éliminé | Éliminé |